# Jiljí Fiedler
Jiljí Fiedler (10. července 1923, Terezín – 17. května 1975, Praha) byl český vědecký pracovník a expert na technologii pěstování cukrovky bez ruční práce, člen Mezinárodního řepařského ústavu v Bruselu, později hlavní agronom Generálního ředitelství cukrovarnického průmyslu v Praze.

## Život
Po svém otci Jiljím Fiedlerovi, známém šlechtiteli zelenin a cukrovky, zdědil lásku k přírodě. V rámci své vědecké činnosti publikoval více než 250 původních prací, z toho asi 100 ve vědeckých časopisech doma i v zahraničí, kde se rovněž zúčastňoval vědeckých sympózií a kongresů. Byl autorem nebo spoluautorem osmi odborných knih. Jako technolog působil ve Výzkumném ústavu řepařském v Semčicích, kde se po druhé světové válce koncentrovala celá problematika řepařství. Po roce 1970 však musel po politických prověrkách ze Semčic odejít. Později pracoval ve Výzkumném ústavu cukrovarnickém v Praze - Modřanech.
Měl dvě dcery, Mílu (* 1951) a Šárku (* 1956), která vystudovala agronomickou fakultu a pracuje také v oboru ochrany rostlin.